# شركس إيران
الشركس في إيران (بالشركسية: Pерсым ис Адыгэхэр، Persım yis Adıgəxər)(بالفارسية: چرکس های ایران) يشكلون أقلية عرقية ويختلفون عن شعوب الشتات الشركسي في غرب آسيا في أن معظمهم ينحدر من الفترة الصفوية وعهد قاجار، بالإضافة لبعض الهجرات في أواخر القرن 19 بعد انتهاء الحرب الشركسية الروسية. كان للشركس في إيران تأثير كبير في القرون القليلة الماضية. الغالبية العظمى منهم يتكلمون الغة الفارسية، وعدد قليل جدا يتحدث اللغة الشركسية. شكل الشركس فيما مضى أقلية كبيرة جدا في إيران، ولكن، وفي الوقت الحاضر، نظرا لانصهارهم بشكل كبير على مدار الوقت وعدم وجود تعداد يستند على أساس العرق، فالتقديرات السكانية تختلف بشكل كبير. يعتبر الشركس، بعد الجورجيين، أكبر مجموعة من أصل قوقازي في البلاد. وهم بغالبيتهم في إيران من شيعة الاثنا عشر.
باللغة الفارسية، كلمة Cherkes (چرکس) تطلق أيضا في بعض الأحيان على كافة شعوب القوقاز التي تعيش وراء مدينة دربند، والتي كانت تابعة لإيران قبل التنازل بها لروسيا في أوائل القرن 19 بعد معاهدة كلستان.
للشركس في إيران تاريخ طويل. دورهم يشبه إلى حد ما الدور الذي لعبه الشركس الآخرين الذين يعيشون في تركيا العثمانية المجاورة. كان منهم المهاجرين والمماليك الذين شكلوا العديد من العائلات النبيلة البارزة في الإمبراطورية، بالإضافة لذلك شملوا أيضا صانعي الملوك والقادة العسكريين والجنود والحرفيين والفلاحين، ومنهم كان العديد من زوجات الملوك والنساء في الحريم. في عهد الصفويين والقاجاريين، يمكن القول أن مئات الآلاف من الشركس انتهى بهم المطاف للعيش في إيران.
أول وجود شركسي في إيران تمت ملاحظته منذ العهد المبكر للصفويين، حيث قام الشيخ جنيد بمداهمة مناطق مختلفة من شركيسيا وحمل السجناء معه. ومنذ زمن الشاه طهماسب الأول، بدأ الشركس بلعب دور هام جدا في المجتمع الإيراني، وبدأ الشراكسة يظهرون كمجموعة عرقية كبيرة في الإمبراطوريات المتعاقبة في إيران.
لموازنة المصالح القبلية والعرقية قام طهماسب بفعل الخطوات الأولى لخلق طبقة جديدة في المجتمع الإيراني. فقد وجد طهماسب والملوك قبله أنفسهم غير قادرين على الحكم الفعال نظرا للتأثير القوي للغاية للقزلباش في جميع مجالات الإمبراطورية. فقد شكلت القزلباش العمود الفقري للصفوية منذ الأيام الأولى، وذلك بعد أن قدمت قوة عسكرية كبيرة، والتي اعتمد عليها الصفويين. من أجل كسر هذا النظام، كان طهماسب بحاجة إلى طبقة موازنة جديدة، مؤلفة بالكامل من مئات الآلاف من المسيحيين والوثنيين الشراكسة والجورجيين، وهذه الطبقة الجديدة تم إنجازها في نهاية المطاف وتنفيذها من قبل الشاه عباس الأول، وتم إنشاء فرقة عسكرية جديدة منها والتي من شأنها أن تنافس بشكل مباشر هيمنة القزلباش في كل مكان في الإمبراطورية، فبدؤوا باستبدالهم في جميع المواقع. كانت هذه وحدة الغلمان العسكرية.
شكل الشركس الجزء الأكبر من جيوش النخبة “الغلمان”، ولعبوا بالتالي دورا محوريا. هذه النظام كان يشبه إلى حد بعيد الإنكشارية في تركيا العثمانية، من حيث تنفيذه وتشكيله. بعد التعليم المتقدم، والتحويل إلى الإسلام، وتربيتهم من قبل الأسر المسلمة، وتزويدهم بأفضل تدريب عسكري ومعدات، أصبحت هذه الفئة الأقوى في الإمبراطورية. والكثير من الشركس الآخرين، وكذلك الجورجيين، عملوا أيضا في مختلف المجالات، كالإدارة المدنية، والإدارة العسكرية، الفلاحين، الحرفيين، بالإضافة إلى أمور أخرى.
في كتاب توماس هربرت يسافر في بلاد فارس: 1627-1629 “، كتب أنه في أسباي كان يعيش حوالي 40000 من الشركس المسيحيين والجورجيين.
العديد من الأباطرة والأمراء والأميرات ينحدرون من جذور شركسية نبيلة. والعديد من نبلاء الصفوية في المحكمة كانوا شراكسة. وفي الواقع، فإن الصفويين كان لهم الكثير من الأسلاف المنحدرة من جذور شركسية. شاه عباس الثاني وشاه سليمان الذين ولدوا لأمهات شركسيات يشكلان مثالان من بين العديد الأمثلة الأخرى.
القاجاريين
بعد التهجير الجماعي للشركس من شمال غرب القوقاز في عام 1864 نحو الإمبراطورية العثمانية، ذهب البعض منهم أيضا إلى قاجار إيران المجاورة. في إيران، كما هو الحال في تركيا، اتبعت الحكومة سياسة الصهر، بدءا من الامتصاص التدريجي للاجئي القوقاز. بعض هؤلاء المرحلين حصلوا على ترفيعات ونالوا مختلف الرتب العالية مثل اللواء الفارسي القوزاقي، الذي كان يتشكل تحديدا من الشركس والقوقازيين الآخرين.
على الرغم من الانصهار الكبير على مر القرون، استمرت المستوطنات الشركسية في القرن 20. ولكن، اللغة الشركسية التي كانت في السابق تستخدم على نطاق واسع من قبل الأقلية الشركسية، لم تعد منتشرة بينهم في الوقت الحاضر.

## مزيد من القراءة
- Savory, Roger, Iran Under the Safavids; Cambridge University Press, 2007 ISBN 0521042518.
- P. Oberling, “Georgians and Circassians in Iran,” Studia Caucasica (The Hague) 1, 1963
- J. R. Perry, “Forced Migrations in Iran During the Seventeenth and Eighteenth Centuries,” Iranian Studies 8, 1975, pp. 199–215.
- N. Falsafī, Zendagānī-e Šāh ʿAbbās-e awwal, 4 vols., Tehran, 1334-46 Š./1955-67
- Babaie, Sussan, Slaves of the Shah: New Elites of Safavid Iran I.B.Tauris, 15 okt. 2004 ISBN 1860647219

## وصلات خارجية
- Covering of Circassians in Iran